# Marcus Nispel
Marcus Nispel (Francoforte sul Meno, 26 maggio 1963) è un regista e produttore cinematografico tedesco naturalizzato statunitense.

## Biografia
Marcus Nispel nacque a Francoforte sul Meno (Germania) nel 1963. All'età di 20 anni, egli si trasferì negli USA, dove fondò la società di produzione cinematografica Portfolio Artists Network.
Ha iniziato la sua carriera, dirigendo molti video musicali per i cantanti DJ Bobo, Janet Jackson, le Spice Girls, Puff Daddy, Faith No More, Simply Red, Wild Orchid, Bush, Elton John, Mylène Farmer e No Doubt. A tutt'oggi egli ha anche prodotto più di mille spot pubblicitari per le società AT&T, Coca-Cola, Kodak, Levi's, Mercedes, Nike, Panasonic, Pepsi e UPS.
Nispel è stato inoltre nominato 12 volte all'MTV Video Music Awards, vincendo però, solamente 4 volte; nel 2001 gli è stato assegnato un Lifetime Achievemente Award e negli anni strettamente precedenti due Billboard.
Ha debuttato come regista cinematografico dirigendo il film per la televisione The Lab, il remake del film di Tobe Hooper Non aprite quella porta, il film d'azione Pathfinder - La leggenda del guerriero vichingo e il reboot omonimo della saga di Venerdì 13.
In un'intervista del 2021, ha annunciato di essersi ritirato dal mondo del cinema, divenendo un promotore immobiliare.

## Filmografia

### Regista
- Non aprite quella porta (The Texas Chainsaw Massacre) (2003)
- The Lab (2004) - film TV
- Pathfinder - La leggenda del guerriero vichingo (Pathfinder) (2007)
- Venerdì 13 (Friday the 13th) (2009)
- Conan the Barbarian (2011)
- Exeter (2015)

### Produttore
- The Lab (2004) - film TV
- Pathfinder - La leggenda del guerriero vichingo (Pathfinder) (2007)
- Exeter (2015)